# Western Sydney Stadium
O Western Sydney Stadium é um estádio localizado em Parramatta, região metropolitana de Sydney, Nova Gales do Sul, Austrália, possuindo capacidade para 30.000 pessoas. Foi inaugurado em 2019, no mesmo lugar do antigo Parramatta Stadium, sendo a casa dos times de rugby league Parramatta Eels e Wests Tigers, do time de rugby union New South Wales Waratahs e do time de futebol Western Sydney Wanderers.